# Hanif Kureishi
Hanif Kureishi CBE (London, 1954. december 5. –) brit pakisztáni drámaíró, forgatókönyvíró, filmrendező és regényíró. A My Beautiful Laundrette című filmjéről és A kültelki Buddha című regényéről ismert.

## Fiatalkora és tanulmányai
Kureishi 1954. december 5-én született a dél-londoni Bromleyban, pakisztáni apától, Rafiushan (Shanoo) Kureishitől és angol anyától, Audrey Buss-tól. Apja egy gazdag madrászi (ma Chennai) családból származott, amelynek tagjai India 1947-es felosztása után Pakisztánba költöztek.
Rafiushan 1950-ben az Egyesült Királyságba utazott, hogy jogot tanuljon, de elfogyott a pénze, és helyette irodai munkát kellett vállalnia a pakisztáni nagykövetségen. 1950-ben találkozott leendő feleségével, Audrey Buss-szal, „egy fiatal, alsó-középosztálybeli, külvárosi nővel”. Író akart lenni, de ambíciói meghiúsultak, „állandó csalódásból élt, regényeket írt a konyhaasztalon, de elutasították”. Miután a házaspár összeházasodott, Bromleyban telepedtek le, ahol fiuk, Hanif Kureishi született.
Egy interjúban Kureishi megjegyzi:
A[z apai] nagyapám, aki katonaorvos volt, ezredes volt a brit indiai hadseregben. Nagy család. Szolgák. Teniszpálya. Krikett. Minden. Apám abba a Cathedral Schoolba járt, ahová Salman Rushdie is. Később, Pakisztánban, a családom közel állt a Bhuttókhoz. A nagybátyám, Omar újságíró volt, és a pakisztáni krikettcsapat menedzsere... A nagyapám, az ezredes, félelmetes volt. Keményen élő, keményen ivó szerencsejátékos. Nőcsábász. Olyan volt körülötte, mint a Keresztapa. Ittak és pletykáltak. A nők jöttek-mentek.
Hanif Kureishi a Bromley Technical High Schoolba járt, majd a Bromley College of Technology-ban érettségizett. A főiskolán a diákszövetség elnökévé választották (1972). Félig önéletrajzi ihletésű, A kültelki Buddha című regényének néhány szereplője ebből az időszakból származik. Egy évet a Lancaster Egyetemen filozófiát tanult, majd visszalépett. Később a King's College-ba járt, és filozófiából szerzett diplomát.

## Karrier
Kureishi az 1970-es években kezdte pályafutását pornográf íróként, Antonia French és Karim álnéven. Ezután a Hampstead Theatre és a Soho Poly színházak számára írt darabokat, 18 éves korában pedig már a Royal Courtnál dolgozott.
1985-ben írta a My Beautiful Laundrette című film forgatókönyvét, amely egy meleg pakisztáni-brit fiúról szól, aki az 1980-as évek Londonjában nő fel, és amelyet Stephen Frears rendezett. A forgatókönyv, különösen az átélt faji megkülönböztetés, tartalmazott olyan elemeket, amelyek Hanif tapasztalataiból származnak, aki az egyetlen pakisztáni diák volt az osztályában az iskolában. A film elnyerte a New York-i filmkritikusok legjobb forgatókönyvéért járó díját, és Oscar-jelölést kapott a legjobb eredeti forgatókönyv kategóriában. Ő írta a Sammy and Rosie Get Laid (1987) forgatókönyvét is. The Buddha of Suburbia (1990) című könyve elnyerte a legjobb első regénynek járó Whitbread-díjat, és a BBC televíziós sorozatot készített belőle, amelynek filmzenéjét David Bowie szerezte. 1991-ben jelent meg a London Kills Me című játékfilm, amelyet Kureishi írt és rendezett.
Az Intimitás (1998) című regénye egy olyan férfi történetéről szól, aki elhagyja feleségét és két kisfiát, miután úgy érzi, hogy felesége fizikailag és érzelmileg elutasítja. Ez némi vitát váltott ki, mivel Kureishi nemrég hagyta el saját élettársát (a szerkesztő és producer Tracey Scoffieldet) és két kisfiát; feltételezték, hogy a regény legalább részben önéletrajzi ihletésű. 2000/2001-ben a regényből Patrice Chéreau rendezésében készült az Intimitás című film, amely a Berlini Filmfesztiválon két „Medvét” nyert: a legjobb filmnek járó Arany Medvét és a legjobb színésznőnek járó Ezüst Medvét (Kerry Fox). A film ellentmondásos volt explicit szexjelenetei miatt. A könyvet 2005-ben Niki Karimi fordította perzsára.
Kureishi The Mother című drámáját Roger Michell adaptálta filmre, amely a cannes-i filmfesztiválon a rendezői kéthetes szekcióban megosztott első díjat nyert. A film egy generációkon átívelő kapcsolatot mutatott be az elvárt szerepek felcserélésével: egy 70 éves angol nagymama (Anne Reid alakítja) elcsábítja lánya barátját (Daniel Craig játssza), egy 30 éves kézművest. Az explicit szexjeleneteket csak realisztikus rajzokon mutatták be, így kerülve el a cenzúrát. Ő írta a 2006-os Venus forgatókönyvét, amelynek főszerepét Peter O'Toole játszotta.
Something to Tell You (Valamit el kell mondanom neked) című regénye 2008-ban jelent meg.
Az 1995-ös The Black Album című regényét színházi adaptációban 2009 júliusában és augusztusában mutatták be a Nemzeti Színházban. 2011 májusában az Asia House Irodalmi Fesztivál záróestjén, ahol Collected Essays (Faber) című kötetéről beszélt, megkapta a második Asia House Irodalmi Díjat.
Kureishi írt nem-fikciós műveket, többek között önéletrajzot is. Ahogyan azt Cathy Galvin a The Telegraphban megjegyezte: „De életének középpontjában, ahogyan azt a My Ear at His Heart című memoárjában leírja, Kureishi kapcsolata áll apjával, Rafiushan-nal, aki 1991-ben halt meg.”
Kureishi írói munkásságára többek között P. G. Wodehouse és Philip Roth volt nagy hatással.

## Magánélete
Kureishi, aki biszexuális, Nyugat-Londonban él. A Who's Who-ban található bejegyzése szerint „zene, krikett, kocsmákban üldögélés”.
Tracey Scoffield filmproducerrel való kapcsolatából van egy ikerfia és egy kisebb fia egy másik korábbi kapcsolatából. Bár elismeri apja pakisztáni gyökereit (a brit Indiában található Madrasból, a mai Csennaiból, Indiából származik), ritkán látogat Pakisztánba. Egy 2012-es, a British Council által támogatott látogatás alkalmával elismerte, hogy 20 év óta ez volt az első útja Pakisztánba.
Kureishi nagybátyja Omar Kureishi író, rovatvezető és pakisztáni krikettkommentátor és csapatmenedzser volt, nagynénje pedig Maki Kureishi költő.
Kureishi családja azzal vádolta, hogy műveiben alig leplezett utalásokkal kihasználta őket; Kureishi tagadta az állításokat. Nővére, Yasmin azzal vádolta meg, hogy a családját „eladta”. A The Guardian című lapnak írt levelében azt írta, hogy ha családja történetének nyilvánosságra kellene kerülnie, nem hagyná, hogy „a nyilvánosság szórakoztatására vagy Hanif haszonszerzésének érdekében koholjanak belőle”. Azt mondja, hogy a családja munkásosztálybeli gyökereiről szóló leírásai kitaláltak. A nagyapjuk nem volt „rongyos sapkás munkásosztálybeli”, az anyjuk soha nem dolgozott cipőgyárban, az apjuk pedig, mint mondja, nem volt megkeseredett öregember. Yasmin szemére veti a bátyjának a The Buddha of Suburbia című első regényében szereplő, halványan leplezett önéletrajzi utalásait, valamint azt a képet, amelyet saját múltjáról az újságinterjúkban fest. Azt írta: „Apám dühös volt, amikor megjelent A külvárosi Buddha, mert úgy érezte, hogy Hanif megfosztotta őt a méltóságától, és körülbelül egy évig nem beszélt Hanifhoz”. Kureishi és apja a vita során hónapokig nem beszéltek egymással. Az Intimitás kiadása további hullámokat kavart, mivel a történetről feltételezték, hogy önéletrajzi ihletésű.
2013 elején Kureishi egy feltételezett csalás során elvesztette megtakarításait, amelyeket „az írói lét hullámvölgyeinek fedezésére” szánt. Ugyanezen év októberében Kureishit kinevezték a londoni Kingston Egyetem kreatív írás tanszékének professzorává, ahol írói rezidensként dolgozott. A Bath-i Irodalmi Fesztiválon 2014 márciusában azonban kijelentette, hogy a kreatív írás kurzusok „időpocsékolás”, és megjegyezte, hogy a diákjai 99,9%-a tehetségtelen.
2014-ben a British Library bejelentette, hogy megvásárolja Kureishi írói életének 40 évét felölelő dokumentum-archívumát. Az életmű naplókat, jegyzetfüzeteket és vázlatokat tartalmazott volna.
2022. december 26-án Kureishi kórházba került egy római esést követően, amelynek következtében gerincsérüléseket szenvedett, és nem tudta mozgatni a végtagjait. Kureishi szerint az esés halálközeli élményt váltott ki. A kórházban meg volt győződve arról, hogy meg fog halni. Elmondta, hogy társa, Isabella d'Amico segített neki megnyugodni, és megmentette az életét. Azóta a közösségi médiában és egy blogban írt az esésről és a felépüléséről. A balesetről szóló naplóbejegyzéseket is tartalmazó részletes memoárja, a Shattered 2024-ben jelent meg.
2024 szeptemberében a BBC közeli barátja, Nigel Williams „Saját szavaimmal” (In My Own Words) címmel életrajzi dokumentumfilmet adott ki róla, amelyben az író régi archív felvételek segítségével eleveníti fel életét és pályafutását.

## Elismerések, díjak és kitüntetések
Kureishit a 2008-as újévi kitüntetéseken az irodalom és a drámairodalom szolgálataiért a Brit Birodalom Rendjének parancsnokává (CBE) nevezték ki. Ugyanebben az évben a The Times felvette Kureishit az 1945 óta született 50 legnagyobb brit író listájára.
Számos irodalmi díjat is elnyert, többek között:
- 1980 Thames Television Playwright Award, The Mother Country
- 1981 George Devine Award, Outskirts
- 1986 New York Film Critics Circle Award for Best Screenplay for My Beautiful Laundrette
- 1986 Nomination for the BAFTA Award for Best Original Screenplay for My Beautiful Laundrette
- 1987 Nomination for the Academy Award for Best Original Screenplay for My Beautiful Laundrette
- 1990 Whitbread First Novel Award(wd), The Buddha of Suburbia
- 2007 BBC National Short Story Competition, shortlist for "Weddings and Beheadings"
- 2010 PEN/Pinter Prize
- 2013 Outstanding Achievement in the Arts at The Asian Awards[45]

## Írásbeli munkák

### Regények
- 1990 The Buddha of Suburbia, London: Faber and Faber
- 1995 The Black Album, London: Faber and Faber
- 1998 Intimacy, London: Faber and Faber
- 2001 Gabriel's Gift, London: Faber and Faber
- 2003 The Body, London: Faber and Faber
- 2008 Something to Tell You, London: Faber and Faber
- 2014 The Last Word, London: Faber and Faber
- 2017 The Nothing, London: Faber and Faber
- 2019 What Happened?, London: Faber and Faber

### Novellagyűjtemények
- 1997 Love in a Blue Time, London: Faber and Faber
- 1999 Midnight All Day, London: Faber and Faber
- 2019 "She Said, He Said", The New Yorker

### Esszék gyűjteménye
- 2011 Collected Essays, Faber and Faber[46][47]
- 2015 Love + Hate: Stories and Essays, Faber & Faber

### Színdarabok és forgatókönyvek
- 1980 The King and Me, London: Faber and Faber
- 1981 Outskirts, London: Faber and Faber
- 1981 Borderline, London: Faber and Faber
- 1983 Birds of Passage, London: Faber and Faber
- 1988 Sammy and Rosie Get Laid, London: Faber and Faber
- 1991 London Kills Me, London: Faber and Faber
- 1996 My Beautiful Laundrette and other writings, London: Faber and Faber
- 1997 My Son the Fanatic, London: Faber and Faber[48]
- 1999 Hanif Kureishi Plays One, London: Faber and Faber
- 1999 Sleep with Me, London: Faber and Faber
- 2002 Collected Screenplays Volume I, London: Faber and Faber
- 2003 The Mother, London: Faber and Faber
- 2004 When The Night Begins, London: Faber and Faber
- 2007 Venus, London: Faber and Faber
- 2009 The Black Album (regényből adaptálva), London: Faber and Faber

### Ismeretterjesztő
- 2002 Dreaming and Scheming: Reflections on Writing and Politics, London: Faber and Faber
- 2004 My Ear at His Heart, London: Faber and Faber
- 2005 The Word and the Bomb , London: Faber and Faber
- 2014 A Theft: My Con Man , London: Faber and Faber
- 2024 Shattered: A Memoir, London: Penguin

### Szerkesztőként
- 1995 The Faber Book of Pop, London: Faber and Faber

### Magyarul megjelent
- Intimitás (Intimacy) – Ulpius-ház, Budapest, 2001 · ISBN 9639348422 · fordította: Komáromy Rudolf
- A kültelki Buddha (The Buddha of Suburbia) – Scolar, Budapest, 2012 · ISBN 9789632443379 · fordította: Greskovits Endre

## Filmek
Kureishi's films include: Hanif Kureishi az Internet Movie Database oldalon (angolul)

### Forgatókönyvek
- 1985 My Beautiful Laundrette
- 1987 Sammy and Rosie Get Laid
- 1991 London Kills Me (és rendező)
- 1993 The Buddha of Suburbia (a regény alapján készült televíziós minisorozat)
- 1997 My Son the Fanatic (azonos című saját novellája alapján)
- 1999 The Escort (with Michel Blanc(wd))
- 2003 The God of Small Tales (with Akram Khan(wd))
- 2003 The Mother (adapted from the play)
- 2006 Venus
- 2007 Weddings and Beheadings (2007)
- 2013 Le Week-End

### Írása alapján
- 2001 Intimacy

### Producer
- 2006 Souvenir

## Further reading
- Moore-Gilbert, Bart, Hanif Kureishi (Contemporary World Writers), Manchester: Manchester University Press, 2001
- Ranasinha, Ruvani, Hanif Kureishi (Writers and Their Work), Devon: Northcote House Publishers Ltd, 2002
- Thomas, Susie (ed), Hanif Kureishi (Readers' Guides to Essential Criticism), Palgrave Macmillan, 2005
- Buchanan, Bradley, Hanif Kureishi (New British Fiction), Palgrave Macmillan, 2007
- Colin MacCabe and Hanif Kureishi, "Hanif Kureishi and London", AA Files, No. 49 (Spring 2003), pp. 40–49, published by: Architectural Association School of Architecture
- Kaleta, Kenneth C, Hanif Kureishi: Postcolonial Storyteller, University of Texas Press, 1998 ISBN 9780292743335

## Fordítás
- Ez a szócikk részben vagy egészben  a   Hanif Kureishi című angol Wikipédia-szócikk fordításán alapul.  Az eredeti cikk szerkesztőit annak laptörténete sorolja fel. Ez a jelzés csupán a megfogalmazás eredetét és a szerzői jogokat jelzi, nem szolgál a cikkben szereplő információk forrásmegjelöléseként.